# Global Copenhagen
Global Copenhagen eller Global CPH var en forening og et regionalt spillested for verdensmusik på Nørrebro i København. Spillestedet åbnede i 2006, og foreningen Global Copenhagen overtog senere samme år spillestedet. Global Copenhagen var i årene 2009 til 2011 med til at arrangere WOMEX i København.
I 2017 blev Global CPH sammenlagt med Copenhagen Jazzhouse, og åbnede som ALICE den 1. februar 2018.